# Protocuspidaria
Protocuspidaria is een geslacht van tweekleppigen uit de  familie van de Protocuspidariidae.

## Soorten
- Protocuspidaria aequatorialis (Thiele & Jaeckel, 1931)
- Protocuspidaria atlantica Allen & Morgan, 1981
- Protocuspidaria azorica (E. A. Smith, 1885)
- Protocuspidaria colpodes (Dautzenberg & H. Fischer, 1897)
- Protocuspidaria fragilis Krylova, 1995
- Protocuspidaria jarauara Oliveira & Absalão, 2009
- Protocuspidaria pusilla Krylova, 1995
- Protocuspidaria ruginosa (Jeffreys, 1882)
- Protocuspidaria simplis Allen & Morgan, 1981
- Protocuspidaria speciosa Krylova, 1995
- Protocuspidaria thomassini Poutiers, 1984
- Protocuspidaria verityi Allen & Morgan, 1981